# European College of Sport Science
European College of Sport Science (ECSS) este o societate științifică de sport. Mottoul acestei organizații non-profit este de A-ți împărtăși cunoștințele (Share your knowledge).

## Întemeiere
Înființată în 1995 în Nice, Franța, ECSS s-a dedicate colectării, generării și diseminării cunoștințelor științifice la nivel European.

## Scop și obiective
ECSS este asociația ce conduce cercetătorii științifici din sport de la nivel European și practică o cooperare extensivă cu asociațiile corespondente din afara Europei. Scopul său este promovarea științei și cercetării, acordând o atenție specială științei sportului din toată Europa și din lume. Subiectele sale se ocupă de o bază interdisciplinară.

## Funcție
ECSS sprijină instituțiile Europene, cum e Uniunea Europeană (UE), oferindu-i consiliere și asistență științifică pentru proiecte coordonate de cercetare, realizate la nivel european și mondial, definite de aceste organisme. În plus, servește ca cea mai importantă rețea Europeană de cercetători științifici în domeniul sportului pentru toate sub-disciplinele relevante. 

## Calitatea de membru
ECSS oferă calitate de membru individuală cercetărilor științifici din sport și a celor înrudiți cu aceștia, care creează o rețea Europeană și mondială pentru schimb și interacțiune științifică. Beneficiile calității de membru sunt, printre altele: taxă de congres redusă, acces gratuit la European Journal of Sport Science (EJSS), Buletinul de Știri ECSS și Știrile prin Email. Membrii includ cercetători științifici cu studii universitare din toate domeniile științei sportului. ECSS experimentează o creștere constantă a numărului de membri.

## Congrese
Congrese Anuale au fost organizate încă de la înființarea ECSS în 1995. La Congresele ECSS participă cercetători științifici din întreaga lume. Viitoarele Congrese ECSS includ Oslo, Norvegia în 2009, Antalia, Turcia în 2010, Liverpool, Regatul Unit în 2011. Aceste congrese cuprind o serie de conferențiari invitați, simpozioane multi și mono-disciplinare precum și conferințe tutoriale și dezbateri socratice. 

## Biroul ECSS
Biroul ECSS se află la Universitatea Germană de Sport Koln.